# Heinz Prüfer

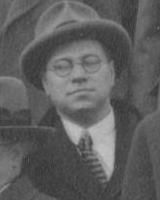
Heinz Prüfer

Ernst Paul Heinz Prüfer (ur. 10 listopada 1896 w Wilhelmshaven, zm. 7 kwietnia 1934 w Münster) – matematyk niemiecki.

## Życiorys
Studiował w Berlinie. Był uczniem m.in. Issai Schura oraz Ferdinanda Georga Frobeniusa. Zajmował się m.in. grupami abelowymi, liczbami algebraicznymi, oraz teorią węzłów. Z jego nazwiskiem związane są takie pojęcia jak kod Prüfera czy grupa Prüfera.